# Retroreflector
Un retroreflector és un element o superfície que reflecteix la llum de tornada cap a la font, sense importar l'angle d'incidència. En altres paraules, reflecteix un front d'ona en la mateixa direcció que la d'incidència, però en sentit oposat. Aquest comportament no equival al d'un mirall, ja que només reflecteix els raigs de llum en la direcció d'incidència quan aquesta és normal a la superfície (l'angle d'incidència és 0).

## Tipus de retroreflector

Principi de funcionament d'un retroreflector de cantonada.

### Retroreflector de cantonada
Es pot obtenir un retroreflector posant tres miralls ordinaris de manera que tots siguin perpendiculars entre si, de manera que formin una cantonada. La imatge que es produeix és igual a la imatge produïda per un mirall però invertida. La combinació de les diferents superfícies fa que el feix de llum sigui reflectit de tornada a la font. D'això se'n diu retroreflector de cantonada o de cantonada de cub.
La versió més comuna dels retroreflector de cantonada, és la cantonada de cub, que és literalment la cantonada truncada d'un cub que internament té material reflector, o, com es va dir anteriorment, tres miralls plans disposats perpendicularment entre si. Una altra configuració, l'anomenada triple prisma, es basa en tres parells de miralls disposats perpendicularment. Ambdós tipus tenen similars propietats.

### Ulls de gat

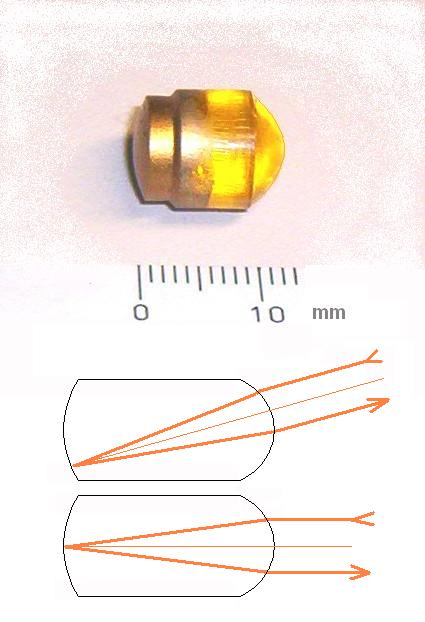
Ull de gat.

També es pot formar un retroreflector, amb elements òptics reflectors i refractants disposats de tal manera que la superfície focal de l'element refractiu coincideixi amb la superfície reflectora. Normalment una esfera transparent i un mirall esfèric. Es pot aconseguir aquest mateix efecte amb una sola esfera transparent, sempre que l'índex de refracció del material sigui exactament el doble de l'índex de refracció del medi des del qual la radiació incideix. En aquest cas, la superfície de l'esfera es comporta com un mirall còncau esfèric, amb la curvatura requerida per a un retroreflector. A aquests retroreflectors se'ls coneix comunament com ulls de gat.
El terme ull de gat ve de la semblança d'aquests retroreflectors amb l'efecte de "ulls brillants en la foscor" produït en els ulls dels gats si altres vertebrats. De fet els seus ulls reflecteixen la llum i no "brillen", ja que no tenen llum pròpia. La combinació del lent de l'ull (el cristal) i l'humor aquós formen l'element refractiu, mentre que el tapetum lucidum darrere de la retina forma el mirall esfèric còncau, creant un retroreflector natural.

### Lents de Luneberg i altres usos d'òptica no lineal
Una tercera forma, molt menys comuna, de produir retroreflector és usar elements òptics no lineals i fenòmens de conjugació de fase. Aquesta tècnica és usada en sistemes òptics avançats, ja que els miralls de fase conjugada són molt més complexos i costosos, i es requerirà, a més, una gran quantitat d'energia per a la seva fabricació. No obstant això, aquests dispositius tenen més precisió en la direcció de retroreflexió.
Els lents de Luneberg són esferes de material transparent amb índex de refracció no homogeni, un bon exemple d'aquests dispositius.

## Aplicacions

### Retroreflector a la Lluna

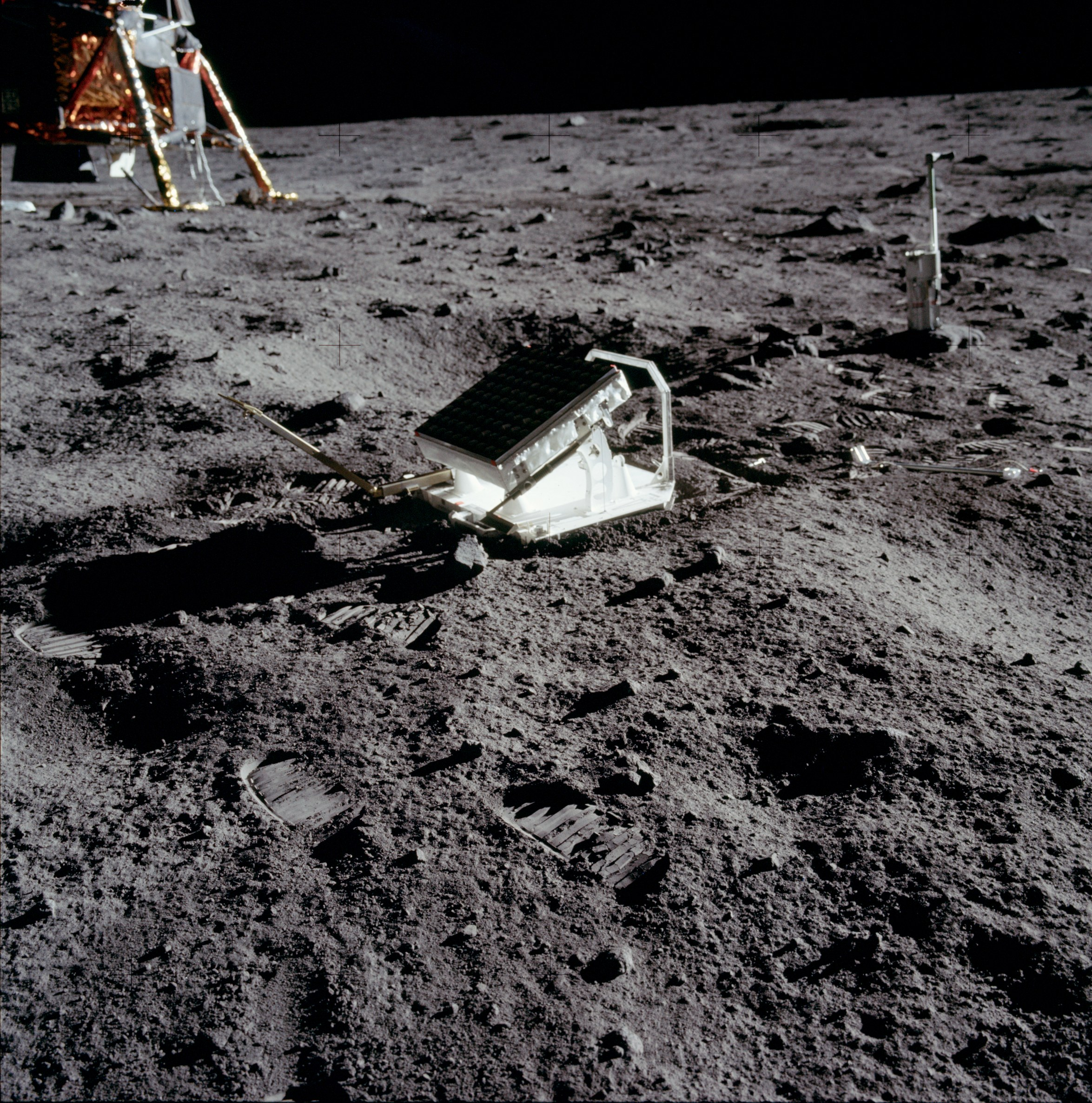
Retroreflector deixat en la superfície lunar durant el transcurs de la missió Apollo 11.

Astronauta és de les missions Apollo 11, 14, i 15 van deixar retroreflector a la Lluna com a part de l'experiment LR-3. Aquests es consideren una de les principals evidències contra les acusacions de falsificació en els allunatges del Programa Apol·lo.
A més, les missions soviètiques no tripulades Lunokhod 1  i  2, constaven de petites matrius retroreflectants. Inicialment es van rebre senyals reflectits del Lunokhod 1, però pel fet que es va perdre la locació del vehicle, des de 1971 fins al 2010 no s'havia detectat cap senyal de retorn. El 2010, un equip de científics de la Universitat de Califòrnia a San Diego, van situar a la sonda usant imatges preses pel «Lunar Reconnaissance Orbiter» (Orbitador de Reconeixement Lunar).
En les proves subsegüents es va verificar el funcionament del retroreflector adossat. De fet, per algun motiu desconegut, torna més fotons que els que la resta dels dispositius òptics similars que es van deixar a la Lluna. El Lunokhod 2 ha estat retornant els senyals a la Terra en tot moment.
Fins i tot sota condicions de bona visibilitat, només es rep un fotó reflectit cada diversos segons. Això converteix en un repte el treball de filtrar aquests fotons del fons natural.

### Retroreflector en òrbita terrestre
La sèrie de satèl·lits de recerca LAGEOS, o Satèl·lits geodinàmics Làser, està dissenyada per proporcionar òrbites de referència per als estudis de geodinàmica a la Terra. Aquests satèl·lits estan coberts per centenars de retroreflector a manera de gegantines pilotes de golf. Hi ha dos satèl·lits LAGEOS: LAGEOS-1 (llançat el 1976), i LAGEOS-2 (llançat el 1992). A data de 2004, ambdós continuen en servei.

### Retroreflector com a element de seguretat

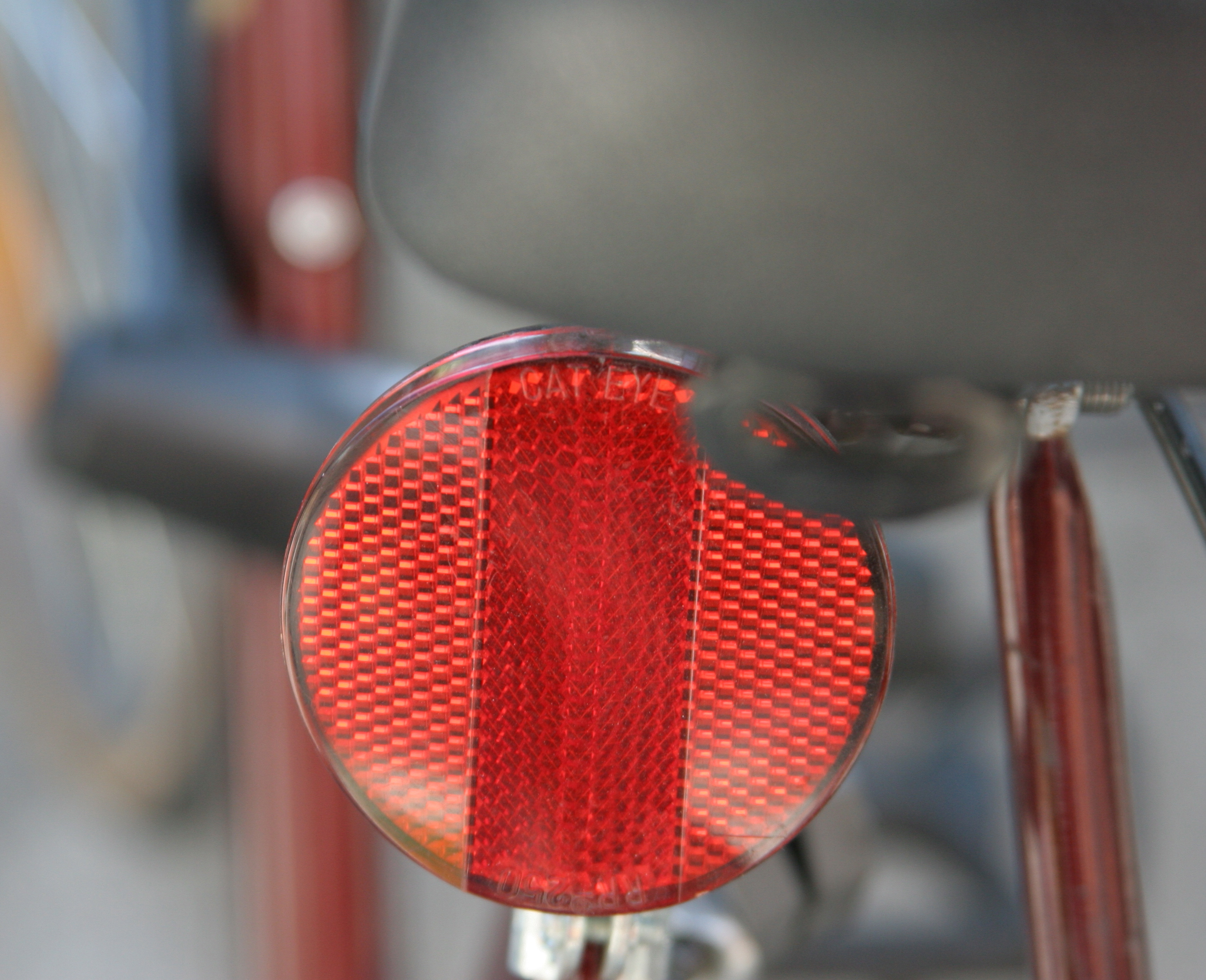
Retrorreflector de bicicleta.

Les propietats dels retroreflectors són aprofitades per augmentar la visibilitat d'objectes en condicions de baixa lluminositat, i per això s'empren com a elements de seguretat viària activa. Es fan especialment útils en aquest camp pel fet que la font de llum i l'observador se situen, aproximadament, en la mateixa direcció que uneix la font i el retroreflector.
Es col·loquen en vehicles, armilles, roba esportiva o en l'asfalt, delimitant els carrils. També s'usen com a fons de les plaques de matrícula dels vehicles, perquè el seu codi pugui ser llegit fàcilment des de qualsevol angle, sempre que s'il·lumini des de la direcció d'observació.